# Chmelař architekti
Chmelař architekti s.r.o. je český architektonický ateliér založený autorizovaným architektem Davidem Chmelařem (*20. 2. 1978, Náchod) v roce 1998. Samotná firma byla založena až 15. června 2022. Specializuje se převážně na rezidenční bydlení. Zapojuje se ale také výrazným způsobem do kultivace městského prostředí v historickém kontextu, zejména v oblasti severovýchodních Čech. Kromě rekonstrukce Kostelního náměstí v Broumově se studiu například povedlo revitalizovat historické centrum Hronova. David Chmelař dříve působil také v hronovské stavební komisi a je členem Akademie České ceny za architekturu.
Mezi nejvýznamnějšího klienta ateliéru patří developerská společnost Crestyl, ve které David Chmelař od roku 2009 působí na pozici Design Supervisor. Stejnou funkci zastával i ve firmě Spirit Invest v letech 2006 až 2012. Dalšími klienty ateliéru jsou CPI Group, J&T Real Estate, JRD, LexxusNorton, PSN a UBM.

## Realizované stavby
- areál Neugraf v Praze na Andělu (společně s Bogle Architects)[14]
- střešní apartmán ve Vokovicích[15]
- rodinný dům v severovýchodních Čechách[16]
- revitalizace parku Aloise Jiráska v Hronově[17]
- rodinný dům v Hronově[18]
- pražský obytný soubor 4BLOK[19]
- rodinný dům v Týně nad Vltavou[20]
- rodinný dům v Dřevíči II[21]
- rodinný dům v Kramolně[22][23]
- dostavba rodinného domu v Machově[24][25]
- bytové domy Dock A (společně se Sergiem Porcellinim)[26][27]
- interiér pánského bytu v libeňských Docích[28]
- rekonstrukce náměstí Čs. armády v Hronově[29]
- vila ve Strašnicích[30]
- rodinný dům v Hronově-Příčnici[31]
- Kostelní náměstí v Broumově[32]
- interiér bytu na Barrandově[33]
- dva domy se startovními byty v Polici nad Metují[34][35]
- zimní stadion v Hronově[36][37]
- rodinný dům v Dřevíči[38]

## Ocenění
David Chmelař se již několik let objevuje v žebříčku Top 100 českých architektonických ateliérů, který každoročně sestavuje časopis Architekt+.
Ateliér dostal za svůj projekt Šárecký dvůr ocenění poroty HOF AWARDS 2019 za nejlepší rezidenční stavbu ve střední Evropě. Projekt Areálu Dock A obsadil 1. místo v CIJ Awards 2012 a kromě toho byla první etapa projektu oceněna v soutěži Realitní projekt roku. David Chmelař obdržel také ocenění Olověný Dušan v roce 2001, a to za nejlepší ročníkovou práci na Fakultě architektury ČVUT v Praze.

## Publikace
O všech realizacích projektů tohoto ateliéru se opakovaně píše v renomovaných médiích v Česku i v zahraničí. Pravidelně bývají vybírány do ročenek jako je Česká architektura. Najdete je i v knize Domy od Karla Doležela, v publikaci Místa architektonického vz(d)oru Petra Volfa nebo v monografii Tvář venkova. Urbanistické řešení Kostelního náměstí v Broumově bylo zařazeno do metodiky hospodaření s dešťovou vodou ve městech, kterou zpracoval kolektiv autorů z českých vysokých škol.
Chmelařovy úvahy nad tím, jaké to je být dnes architektem, vyšly v knize Architekti a výběr jeho skic byl otištěn v knize Skici: Sketches Jana Stempela. V roce 2020 David Chmelař přispěl svým pohledem na architekturu do knihy Česká architektura uprostřed pandemie.
O stavbách a projektech tohoto ateliéru se píše i v zahraničí — ve švýcarském sborníku staveb 1000x European Architecture, italské knize ECOLA, v publikaci Worldwide Architecture nebo čínské publikaci Dialogues, Street Alley Studio Design Works Album.
Projekty ateliéru Davida Chmelaře se objevují i v katalozích k výstavám Galerie Jaroslava Fragnera Dvacet po dvaceti a Landscape festival Praha 2014: krajina - město - veřejný prostor a k projektu Městské zásahy Praha 2010.